# Richard Drauz
Richard Drauz, född 2 april 1894 i Heilbronn, död 4 december 1946 i Landsberg am Lech, var en tysk nazistisk politiker och SA-officer. Han var Kreisleiter i Heilbronn och ledamot av tyska riksdagen.
I andra världskrigets slutskede lät Drauz avrätta en amerikansk krigsfånge. Under slaget om Heilbronn i april 1945 tolererade Drauz inte någon defaitism och lät skjuta personer som ville kapitulera till de allierade. Efter krigets slut ställdes Drauz inför rätta och avrättades för krigsförbrytelser.

### Webbkällor
- ”Kreisleiter und Kriegsverbrecher: Richard Drauz (1894–1946)” (på tyska). Stadtgeschichte Heilbronn: Schauen und Erleben. Stadtarchiv Heilbronn. Arkiverad från originalet den 24 mars 2014. https://www.webcitation.org/6OJdjCaoK?url=http://www.stadtgeschichte-heilbronn.de/index.php?id=richard_drauz. Läst 24 mars 2014.